# Heterogalumna lineolata
Heterogalumna lineolata är en kvalsterart som beskrevs av Balogh 1960. Heterogalumna lineolata ingår i släktet Heterogalumna och familjen Galumnidae. Inga underarter finns listade i Catalogue of Life.